# Ron Woodroof
Ron Woodroof, född 3 februari 1950, död 12 september 1992, var en amerikansk smugglare av bromsmedicin mot AIDS. Ron Woodroof var en elektriker som själv blev smittad av HIV på 1980-talet och diagnosticerades med AIDS 1987. Läkarna meddelade att han hade 30 dagar kvar att leva. Han startade då en underjordisk klubb, Dallas Buyers Club, som smugglade in bromsmediciner till USA och distribuerade dessa till klubbens medlemmar. Det var en av flera liknande organisationer som grundades för att förse HIV-smittade och AIDS-sjuka med medicin. Organisationerna var starkt kritiska till den amerikanska motsvarigheten till Läkemedelsverket, FDA, och vad de menade var en alltför långsam process att godkänna medicinerna. Organisationerna kritiserades i sin tur för att tjäna pengar på andras olycka. Han dog samma dag som skådespelaren Anthony Perkins som också dog av AIDS.
Skådespelaren Matthew McConaughey porträtterar Ron Woodroof i filmen Dallas Buyers Club som hade premiär 2013. McConaughey vann en Oscar för bästa manliga huvudroll för den rollen.